# NGC 3878
إن جي سي 3878 التي يرمز لها بالرمز NGC 3878، هي مجرة، في كوكبة الدب الأكبر.

## الاكتشاف
اكتشفت في 29 أبريل 1827، بواسطة جون هيرشل.